# DBU's Landspokalturnering for herrer 1957-58
DBUs Landspokalturnering for herrer 1957/1958 var den fjerde udgave af DBUs Landspokalturnering for herrer. Vejle Boldklub vandt turneringen for første gang, da holdet i pokalfinalen besejrede KB med 3-2. Ingen af de to hold havde tidligere været i finalen i turneringens historie.
Finalen blev spillet den 11. maj 1958 i Københavns Idrætspark under overværelse af 28.600 tilskuere, hvilket var ny tilskuerrekord for en pokalfinale. Kampen blev afgjort, da Tage Hvejsel Hansen bragte Vejle Boldklub foran med 3-2 i kampens 73. minut. Vejles Knud Herbert Sørensen blev valgt som finalens pokalfighter.
De forsvarende pokalmestre fra AGF blev slået ud i 4. runde af Brønshøj Boldklub efter straffesparkskonkurrence.

## Kampe og resultater

### 1. runde
Første runde havde deltagelse af 68 hold fra 3. division og de lavere rækker. Holdene fordelte sig således mellem rækkerne i sæsonen 1956-57:
| 1. division                                          | 2. division                                          | 3. division | Lokale serier | Lokale serier | Øvrige rækker | Øvrige rækker |
| ---------------------------------------------------- | ---------------------------------------------------- | --- | --- | --- | --- | --- |
| De 10 hold trådte først ind i turneringen i 3. runde | De 10 hold trådte først ind i turneringen i 2. runde | Ikast FS Frederikshavn fI Helsingør IF B 1901 AaB Fremad Amager Randers Freja Aalborg Chang Nakskov BK Otterup B&IK Brande IF Lendemark BK | B 1921 Borup IF BK Dalgas FB Frederiksborg IF Frem Sakskøbing Herning Fremad Hjørring IF Holstebro BK Horbelev BK Hvidovre IF Korsør BK Lyngby BK BK Mariendal Nakskov BK Nibe BK | Nyborg GIF Nykøbing Mors IF Nørre Aaby IK Odense KFUM Randers Fremad Ringe BK Roskilde B 1906 BK Rødovre Rønne IK Silkeborg IF IK Skovbakken Svendborg BK Sønderborg BK Viborg FF Aakirkeby IF | Allested UIF Brøndbyvester IF Brønderslev IF Christianshavns IK Esbjerg KFUM Faxe BK Fremad Valby Grønbjerg IF Humlebæk BK Nordenskov IF Odder IGF Politiets IF | Rødby fB BK Stefan Svinninge IF Søndersø BK Tuse Næs BK Tølløse BK Tårnby BK Vejle FC Vojens BK Vordingborg IF Aalborg Freja Aars IK |

#### Kampe
| Dato  | Kamp                              | Res.  |
| ----- | --------------------------------- | ----- |
| ?     | B 1921 − Svinninge IF             | 9-2   |
| ?     | Borup IF − Allested UIF           | 2-1   |
| ?     | Brøndbyvester IF − Politiets IF   | 2-0   |
| ?     | Brønderslev IF − Hjørring IF      | 3-6   |
| ?     | Christianshavns IK − Lyngby BK    | 2-0   |
| ?     | BK Dalgas − Frederikssund IK      | 2-3   |
| ?     | FB − Vordingborg IF               | 6-2   |
| ?     | Frederiksborg IF − Fremad Valby   | 2-4   |
| 11.8. | Frederikshavn fI − Randers Fremad | 3-2   |
| ?     | Frem Sakskøbing − Korsør BK       | 8-1   |
| ?     | Fremad Amager − Rødby fB          | 7-0   |
| ?     | Herning Fremad − Haarby BK        | 10-10 |
| ?     | Holstebro BK − Ringe BK           | 8-2   |
| ?     | Humlebæk BK − Horbelev BK         | 4-3   |
| ?     | Ikast FS − IK Skovbakken          | 5-4   |
| ?     | Lendemark BK − Hvidovre IF        | 3-2   |
| ?     | BK Mariendal − B 1901             | 1-2   |

| Dato  | Kamp                            | Res.   |
| ----- | ------------------------------- | ------ |
| 11.8. | Nakskov BK − Helsingør IF       | 2-3    |
| ?     | Nibe BK − Vojens BK             | 6-3    |
| ?     | Nykøbing Mors IF − Grønbjerg IF | 5-2    |
| ?     | Odense KFUM − Esbjerg KFUM      | 3-2    |
| ?     | Randers Freja − Aars IK         | 13-00  |
| ?     | Roskilde B 1906 − BK Stefan     | 5-1    |
| ?     | BK Rødovre − Tårnby BK          | 5-1    |
| ?     | Rønne IK − Faxe BK              | 6-0    |
| ?     | Silkeborg IF − Nordenskov IF    | 4-1    |
| ?     | Svendborg BK − Aalborg Freja    | 2-0    |
| ?     | Sønderborg BK − Nørre Aaby IK   | 4-3    |
| ?     | Søndersø BK − Otterup B&IK      | 1-5    |
| ?     | Tuse Næs BK − Aakirkeby IF      | 5-1    |
| ?     | Tølløse BK − Nyborg GIF         | 0ii3-4 |
| ?     | Vejle FC − Odder IGF            | 1-2    |
| ?     | Viborg FF − Aalborg Chang       | 4-3    |
| ?     | AaB − Brande IF                 | 6-1    |

### 2. runde

#### Hold
I anden runde deltog 44 hold fordelt på:
- 34 vindere fra 1. runde
- 10 hold fra 2. division 1956-57, som først trådte ind i turneringen i denne runde.

Holdene fordelte sig således mellem rækkerne i sæsonen 1956-57:
| 1. division                                          | 2. division                                                                  | 3. division                                                                                             | Lokale serier                                                                                 | Lokale serier | Øvrige rækker                                                                      |
| ---------------------------------------------------- | ---------------------------------------------------------------------------- | --- | --------------------------------------------------------------------------------------------- | --- | ---------------------------------------------------------------------------------- |
| De 10 hold trådte først ind i turneringen i 3. runde | OB KFUM Køge BK B.93 Brønshøj BK B 1913 Vanløse IF Horsens fS Næstved IF HIK | Ikast FS Frederikshavn fI Helsingør IF B 1901 AaB Fremad Amager Randers Freja Otterup B&IK Lendemark BK | B 1921 Borup IF FB Frem Sakskøbing Herning Fremad Hjørring IF Holstebro BK Nibe BK Nyborg GIF | Nykøbing Mors IF Odense KFUM Roskilde B 1906 BK Rødovre Rønne IK Silkeborg IF Svendborg BK Sønderborg BK Viborg FF | Brøndbyvester IF Christianshavns IK Fremad Valby Humlebæk BK Odder IGF Tuse Næs BK |

#### Kampe
| Dato | Kamp                           | Res.   |
| ---- | ------------------------------ | ------ |
| ?    | B.93 − Brøndbyvester IF        | 3-1    |
| ?    | B 1901 − Odder IGF             | 4-1    |
| ?    | B 1921 − Christianshavns IK    | 4-3    |
| 8.9. | Brønshøj BK − Frederikshavn fI | 2-1    |
| ?    | FB − Randers Freja             | 1-3    |
| ?    | Frem Sakskøbing − Otterup B&IK | 3-2    |
| ?    | Fremad Amager − Næstved IF     | 0ii7-4 |
| ?    | Fremad Valby − Køge BK         | 0ii8-7 |
| ?    | HIK − Herning Fremad           | 2-0    |
| ?    | Hjørring IF − Frederikssund IK | 8-3    |
| ?    | Horsens fB − Rønne IK          | 9-0    |

| Dato | Kamp                          | Res.   |
| ---- | ----------------------------- | ------ |
| ?    | Humlebæk BK − Vanløse IF      | 0-8    |
| ?    | KFUM − Svendborg BK           | 4-3    |
| ?    | Lendemark BK − Odense KFUM    | 0ii4-6 |
| ?    | Nibe BK − Borup IF            | 4-0    |
| ?    | Nyborg GIF − Holstebro BK     | 4-0    |
| ?    | Nykøbing Mors IF − Viborg FF  | 1-3    |
| ?    | OB − BK Rødovre               | 0-2    |
| ?    | Roskilde B 1906 − Tuse Næs BK | 5-3    |
| ?    | Silkeborg IF − B 1913         | 1-2    |
| 8.9. | Sønderborg BK − Helsingør IF  | 0-1    |
| ?    | AaB − Ikast FS                | 2-1    |

### 3. runde

#### Hold
I fjerde runde deltog 32 hold fordelt på:
- 22 vindere fra 2. runde
- 10 hold fra 1. division 1956-57, som først trådte ind i turneringen i denne runde.

Holdene fordelte sig således mellem rækkerne i sæsonen 1956-57:
| 1. division                                                                 | 2. division                                            | 3. division                                         | Lokale serier                                                                                          | Øvrige rækker |
| --------------------------------------------------------------------------- | ------------------------------------------------------ | --------------------------------------------------- | --- | ------------- |
| AGF AB BK Frem Skovshoved IF KB Vejle Boldklub Esbjerg fB B 1909 AIA B 1903 | KFUM Brønshøj BK B.93 B 1913 Vanløse IF Horsens fS HIK | Helsingør IF B 1901 AaB Fremad Amager Randers Freja | B 1921 Frem Sakskøbing Hjørring IF Nibe BK Nyborg GIF Odense KFUM Roskilde B 1906 BK Rødovre Viborg FF | Fremad Valby  |

#### Kampe
| Dato | Kamp                    | Res.   |
| ---- | ----------------------- | ------ |
| ?    | AGF − B 1909            | 0ii3-2 |
| ?    | AIA − B.93              | 1-3    |
| ?    | B 1921 − Vejle Boldklub | 0-8    |
| ?    | Frem Sakskøbing − AB    | 2-6    |
| ?    | Fremad Amager − B 1901  | 0-2    |
| ?    | Fremad Valby − BK Frem  | 1-3    |
| ?    | HIK − Nyborg GIF        | 4-3    |
| ?    | Horsens fS − Esbjerg fB | 5-1    |

| Dato  | Kamp                        | Res. |
| ----- | --------------------------- | ---- |
| ?     | KFUM − Brønshøj BK          | 1-2  |
| ?     | Nibe BK − Hjørring IF       | 1-5  |
| ?     | Randers Freja − Odense KFUM | 3-1  |
| ?     | Roskilde B 1906 − B 1913    | 2-3  |
| 5.10. | BK Rødovre − Helsingør IF   | 2-1  |
| ?     | Skovshoved IF − Viborg FF   | 2-3  |
| ?     | Vanløse IF − B 1903         | 3-0  |
| ?     | AaB − KB                    | 0-1  |

### 4. runde

#### Hold
Fjerde runde (ottendedelsfinalerne) havde deltagelse af de seksten vinderhold fra fjerde runde. Holdene fordelte sig således mellem rækkerne i sæsonen 1956-57:
| 1. division                      | 2. division                                       | 3. division          | Lokale serier                    |
| -------------------------------- | ------------------------------------------------- | -------------------- | -------------------------------- |
| AGF AB BK Frem KB Vejle Boldklub | Brønshøj BK B.93 B 1913 Vanløse IF Horsens fS HIK | B 1901 Randers Freja | Hjørring IF BK Rødovre Viborg FF |

#### Kampe
| Kamp                    | Res.   |
| ----------------------- | ------ |
| AB − BK Frem            | 0ii3-2 |
| B 1913 − HIK            | 2-1    |
| Brønshøj BK − AGF       | 0ii4-1 |
| Hjørring IF − Viborg FF | 3-2    |

| Kamp                        | Res. |
| --------------------------- | ---- |
| Randers Freja − B 1901      | 3-0  |
| BK Rødovre − KB             | 0-5  |
| Vanløse IF − B.93           | 2-0  |
| Vejle Boldklub − Horsens fS | 4-1  |

### Kvartfinaler

#### Hold
Kvartfinalerne havde deltagelse af de otte vinderhold fra femte runde. Holdene fordelte sig således mellem rækkerne i sæsonen 1958:
| 1. division          | 2. division                   | 3. division               | Lokale serier |
| -------------------- | ----------------------------- | ------------------------- | ------------- |
| Vejle Boldklub KB AB | Brønshøj BK B 1913 Vanløse IF | Randers Freja Hjørring IF | Ingen         |

#### Kampe
| Kamp             | Res.   |
| ---------------- | ------ |
| AB − Brønshøj BK | 0ii2-3 |
| KB − B 1913      | 4-0    |

| Kamp                        | Res. |
| --------------------------- | ---- |
| Randers Freja − Hjørring IF | 2-0  |
| Vanløse IF − Vejle Boldklub | 0-6  |

### Semifinaler
Semifinalerne havde deltagelse af de fire vinderhold fra kvartfinalerne.
| Kamp             | Res. |
| ---------------- | ---- |
| KB − Brønshøj BK | 4-4  |
| KB − Brønshøj BK | 2-0  |

| Kamp                           | Res. |
| ------------------------------ | ---- |
| Randers Freja − Vejle Boldklub | 0-3  |

### Finale
Finalen mellem de to vindere af semifinalerne blev spillet den 11. maj 1958 i Københavns Idrætspark under overværelse af 28.600 tilskuere, hvilket var ny tilskuerrekord for en pokalfinale.
| Kamp                | Res. |
| ------------------- | ---- |
| Vejle Boldklub − KB | 3-2  |